# فایرفاکس برای تلفن همراه
فایرفاکس برای تلفن همراه (به انگلیسی: Firefox for mobile) (اسم رمز Fennec) نسخه ای از مرورگر فایرفاکس است که برای دستگاه‌های تلفن همراه طراحی شده است.